# Erhvervslejernes Landsorganisation
Erhvervslejernes Landsorganisation (ELO) er en forening, der varetager de erhvervsdrivende lejeres interesser over for udlejere, offentlige myndigheder og politikere mv.
Foreningen udpeger de lægdommere, der i erhvervslejesager optræder som sagkyndige i boligretten.
Foreningen blev stiftet i 1980 af advokat Niels Gesner. Den nuværende formand (februar 2010) er Tom Fuglevig. Landssekretær for foreningen er advokat Patrizia Martinelli.

## Eksterne kilder og henvisninger
- Domstolsstyrelsens hjemmeside (om Boligretten) Arkiveret 4. maj 2011 hos  Wayback Machine
- www.erhvervslejeren.dk Arkiveret 17. december 2014 hos  Wayback Machine
- www.adv-martinelli.dk Arkiveret 26. oktober 2020 hos  Wayback Machine